# 夙川グリーンプレイス
夙川グリーンプレイス（しゅくがわグリーンプレイス）は、兵庫県西宮市大谷町にあるJR西日本アーバン開発のショッピングセンターである。

## 概要
2018年の芦屋変電所の解体後の跡地に、2021年（令和3年）9月3日に開業したショッピングセンターである。
当該地にはかつて省線の線路が敷設されていた。廃線後、1934年（昭和9年）の東海道本線の電化に合わせ芦屋変電所、さらに、社宅が建設された。芦屋変電所は、JR発足後も使用されてきたが、2011年（平成23年）に社宅の一部が解体され、2018年に芦屋変電所と送電線も解体された。
その跡地に、JR西日本グループの神戸SC開発（現・JR西日本アーバン開発）が郊外型ショッピングセンターを建設した。大阪府吹田市の吹田グリーンプレイスや、西宮市松山町の甲子園口グリーンプレイスに続く、「グリーンプレイス」シリーズ第3弾となっている。
なお、当施設南側の幹線道路である山手幹線の向かいの送電線跡地には、JR西日本グループも出資する農業ベンチャー企業のアグリメディアの「シェア畑」の畑が開業している。

## 主なテナント
- パル・ヤマト
- ココカラファイン

## アクセス
- さくら夙川駅および芦屋駅から徒歩19分